# アブクレアの戦い
アブクレアの戦い（英語：Battle of Abu Klea）は、1885年1月に行われた、イギリスとスーダンの戦闘である。